# Ортона-дей-Марсі
Ортона-дей-Марсі (італ. Ortona dei Marsi) — муніципалітет в Італії, у регіоні Абруццо,  провінція Л'Аквіла.
Ортона-дей-Марсі розташована на відстані близько 105 км на схід від Рима, 50 км на південний схід від Л'Акуїли.
Населення — 554 особи (2014).
Щорічний фестиваль відбувається 8 травня. Покровитель — San Generoso.

## Демографія
Населення за роками:

Станом на 1 січня 2023 року в муніципалітеті офіційно проживало 20 іноземців з 8 країн, серед них 14 громадян країн Євросоюзу та 3 громадяни України.

## Сусідні муніципалітети
- Анверса-дельї-Абруцці
- Бізенья
- Кастельвеккьо-Субекуо
- Кокулло
- Джоя-дей-Марсі
- Пешина
- Віллалаго